# Цеце
Цеце́ (в переводе с языка тсвана — «муха», лат. Glossina) — род двукрылых из семейства Glossinidae, единственный в семействе, обитающий в экваториальной и субэкваториальной Африке. Являются переносчиками трипаносомозов — заболеваний животных и человека (сонная болезнь и других). Обнаружено 23 вида этого рода.

## Описание
Длина тела 9—14 мм. Муху цеце можно отличить от обычных в Европе домашних мух по характеру складывания крыльев (их концы плоско налегают друг на друга) и по прочному колющему хоботку, выступающему на передней части головы. Грудь мухи рыжевато-серая с четырьмя тёмно-коричневыми продольными полосками, а брюшко жёлтое сверху и серое снизу. Четыре признака, позволяющих отличить муху цеце от других мух:
| Хоботок                           | У цеце имеется выразительный хоботок продолговатой формы, прикреплённый к низу головы и направленный вперёд. | Фотография головы мухи цеце, показывающая направленный вперёд хоботок.                         |
| Характер складывания крыльев      | В состоянии покоя цеце складывает крылья полностью, накладывая одно крыло поверх другого.                    | Фотография мухи цеце, на которой она характерно складывает крылья, пребывая в состоянии покоя. |
| Рисунок в форме топора на крыльях | В средней части крыла чётко виден характерный сегмент в виде топора (ножа мясника).                          | Фотография крыла мухи цеце, показывающая присутствие сегмента в виде топора.                   |
| Ветвящиеся волоски на ости        | «Антеннки» мухи цеце имеют ости с волосками, которые разветвляются на концах.                                | Фотография головки мухи цеце, показывающая наличие ветвящихся волосков на антенках.            |

## Питание
Обычным источником пищи для мухи цеце является кровь малых диких млекопитающих.
В цитоплазме специализированных эпителиальных клеток кишечника мухи обнаружена эндосимбионтная бактерия Wigglesworthia glossinidia . Бактерия синтезирует ключевые витамины группы B, которые муха цеце не может получить из крови своих жертв. Без витаминов, производимых Wigglesworthia, у мухи ухудшаются процессы роста и размножения.

## Ареал
Муха цеце обитает в основном в экваториальной и субэкваториальной Африке. Наличие большого количества мух цеце спасло большую часть Африки от перевыпаса и эрозии почв, обычно вызываемой крупным рогатым скотом.
Знаменитый зоолог и защитник природы Бернгард Гржимек в своей книге «Для диких животных места нет» писал, что только благодаря мухе цеце в экваториальной Африке смогли сохраниться относительно нетронутые человеком районы обитания крупных диких животных.

## Размножение
Все виды цеце живородящи, личинки рождаются готовыми к окукливанию. Самка вынашивает личинки неделю или две, за один раз откладывает на землю полностью развитую личинку, которая закапывается и тут же окукливается. К этому времени муха прячется в тенистом месте. За свою жизнь муха рождает личинок 8—10 раз.

## Обитание
Обитают в сырых местностях, главным образом во влажных тропических лесах. Насекомые активно размножаются и обитают на плодородных землях вдоль берегов рек, вынуждая людей уходить с лучших для земледельческих работ земель. Расширение территорий лесистых саванн привело к увеличению распространения некоторых видов мухи цеце, включая и виды-переносчики инфекций, из-за которых стало невозможным держать лошадей во Фритауне (Сьерра-Леоне).

## Укус
Имаго многих видов — переносчики трипаносом, паразитирующих в крови животных и человека и вызывающих заболевания — трипаносомозы. Цеце видов G. palpalis, G. morsitans и G. brevipalpis — переносчики возбудителя сонной болезни человека, G. morsitans и G. tachinoides — возбудителя болезни «нагана» (африканский трипаносомоз) домашних животных (Trypanosoma brucei), крупного рогатого скота и лошадей. Английский энтомолог Брейди, изучавший поведение мухи цеце (Glossina), пришёл к выводу, что она нападает на любой движущийся тёплый предмет, даже автомобиль. Не нападает муха только на зебр. Брейди считает, что движущуюся зебру насекомое воспринимает просто как множество чёрных и белых полосок.

## Борьба
В начале XX века после сокращения поголовья рогатого скота от африканской чумы снизилось и заболевание сонной болезнью. Так как ошибочно считалось, что переносчиком болезни «нагана» могут быть только крупные дикие животные, это послужило поводом к уничтожению сотен тысяч голов диких копытных, слонов, львов в Уганде и долине Замбези в 1948—1951 гг. Однако это не привело к снижению популяций мухи цеце, так как выяснилось, что она могла питаться и кровью мелких грызунов (мышей, крыс), а также птиц и ящериц, которые также могут являться переносчиками болезни. В первой половине XX века было обнаружено, что численность мухи цеце выше в лесистых районах. Основной мерой борьбы в тот период стала вырубка кустарников. С 1940-х годов для уничтожения мухи цеце применялись инсектициды (ДДТ).
Эксперты правительства Танзании и агентств ООН на протяжении почти 10 лет работали над уничтожением мухи цеце на Занзибаре. Учёные начали с выращивания миллионов мух в неволе. Самцы затем были отделены от самок и стерилизованы при помощи облучения низкими дозами радиации. После того как они были выпущены на волю, они спарились с самками, которые посчитали, что оплодотворены, но в итоге не дали никакого потомства. (См. Метод стерильных насекомых). В настоящее время опыт Занзибара в борьбе с мухой цеце переняла Эфиопия, однако без естественной водной преграды существует большая вероятность нового проникновения мух цеце из соседних стран.

## Классификация
В род включают от 22 до 31 вида, которые группируют в три подрода:
- Austenina Towensend, 1921
  - Glossina (Austenina) brevipalpis Newstead, 1910
  - Glossina (Austenina) frezili Gouteux, 1987
  - Glossina (Austenina) fusca (Walker, 1849)
  - Glossina (Austenina) fuscipleuralis Austen, 1911
  - Glossina (Austenina) haningtoni Newstead & Evans, 1922
  - Glossina (Austenina) nigrofusca Newstead, 1910
  - Glossina (Austenina) longipennis Corti, 1895
  - Glossina (Austenina) medicorum Austen, 1911
  - Glossina (Austenina) nashi Potts, 1955
  - Glossina (Austenina) schwetzi Newstead & Evans, 1921
  - Glossina (Austenina) tabaniformis Westwood, 1851
  - Glossina (Austenina) severini Newstead, 1913
  - Glossina (Austenina) vanhoofi Henrard, 1952
- Glossina Wiedemann, 1830
  - Glossina (Glossina) austeni Newstead, 1912
  - Glossina (Austenina) longipalpis Wiedemann, 1830typus
  - Glossina (Glossina) morsitans Westwood, 1851
  - Glossina (Glossina) pallidipes Austen, 1903
  - Glossina (Glossina) swynnertoni Austen, 1923
- Nemorhina Robineau-Desvoidy, 1830
  - Glossina (Nemorhina) caliginea Austen, 1911
  - Glossina (Nemorhina) fuscipes Newstead, 1910
  - Glossina (Nemorhina) pallicera Bigot, 1891
  - Glossina (Nemorhina) palpalis (Robineau-Desvoidy, 1830)

## Палеонтология
В ископаемом состоянии найдены два вида (Glossina oligocenus Scudder, 1892 и Glossina osborni Cockerell, 1909) в олигоценовых отложениях США в штате Колорадо возрастом 37,2 млн лет.